# Adolph Bieberstein
Adolph Joseph Bieberstein (Phillips, 17 de diciembre de 1902-Madison, 31 de diciembre de 1981) fue un jugador de fútbol americano profesional y abogado estadounidense. Originario de Phillips (Wisconsin), jugó fútbol americano universitario como guard para los Wisconsin Badgers y fue seleccionado para el equipo All-Big Ten Conference. Después de servir brevemente como entrenador, se unió a los Racine Tornadoes de la National Football League (NFL) en 1926. Jugó ese año para los Tornadoes y, después de que se disolvieron, en un juego para los Green Bay Packers. Después de su carrera futbolística, Bieberstein se convirtió en abogado. Fue candidato a varios cargos políticos y ocupó cargos en organismos del gobierno estatal. También fue fiscal especial en una disputa fronteriza entre Wisconsin y Míchigan y presentó argumentos ante la Corte Suprema de los Estados Unidos en ese caso.

## Primeros años de vida y educación
Adolph Joseph Bieberstein nació el 17 de diciembre de 1902 en Phillips (Wisconsin). Era descendiente de una familia alemana de pioneros. Asistió a la escuela secundaria Phillips y fue el único alumno de la escuela que jugó en la National Football League (NFL). Después de la secundaria, Bieberstein asistió a la Universidad de Wisconsin-Madison de 1921 a 1924.

## Carrera universitaria
En la Universidad de Wisconsin-Madison, jugó fútbol americano para los Wisconsin Badgers. Antes de formar parte del equipo universitario, jugó en el partido de fútbol americano de primer y segundo año de la escuela y devolvió un despeje bloqueado para un touchdown. En su segundo año, The Capital Times lo destacó como un «liniero de habilidad excepcional aunque limitado por la falta de peso».
Bieberstein debutó con el equipo universitario en 1923 y fue descrito como una «torre de fuerza» en sus dos años con los Badgers. Fue seleccionado para el primer equipo de la Big Ten Conference como guard casi por unanimidad para la temporada de 1923. En su último año, era considerado el «hombre de hierro» de Wisconsin, y el Times lo describió jugando «partido tras partido sin lesionarse ni ser eliminado». Repitió como seleccionado para el primer equipo All-Big Ten en su último año. Cuando Bieberstein se preparaba para graduarse tras la temporada de 1924, un periodista deportivo de Madison declaró: «Su ausencia dejará un gran vacío... Los jugadores de la línea ofensiva suelen pasarse por alto al elegir a las estrellas del equipo, pero el trabajo de Bieberstein ha sido de tal calibre que fue reconocido en toda la conferencia como uno de los mejores bases de la historia de la Big Ten». Además de jugar al fútbol en Wisconsin, también compitió en atletismo y lucha. Después de graduarse, se desempeñó como entrenador de línea del equipo de fútbol durante la temporada de 1925 mientras también estudiaba derecho.

## Carrera profesional
En septiembre de 1926, Bieberstein firmó para jugar fútbol americano profesional para los Racine Tornadoes de la NFL. Era el jugador más grande del equipo, con un peso de 210 libras (95,3 kg) y considerado su mejor liniero; el Green Bay Press-Gazette informó que era considerado «al menos igual a cualquier liniero que alguna vez vistió un uniforme de Racine». Fue titular en los cinco partidos de los Tornadoes, que compilaron un récord de 1-4 antes de retirarse. Después de la disolución de los Tornadoes, firmó con los Green Bay Packers en noviembre de 1926; cuando los Tornadoes jugaron contra los Packers, Bieberstein fue descrito en el Press-Gazette como el único liniero de los Tornados que jugó bien. Sólo jugó un partido para los Packers, como guardia izquierdo titular en la derrota 20-14 ante los Frankford Yellow Jackets.

## Carrera jurídica y últimos años
Después de la temporada de fútbol, Bieberstein se graduó de la Escuela de Derecho de la Universidad de Wisconsin y luego fue admitido en el colegio de abogados en febrero de 1927. Más tarde ese año, se unió al bufete de abogados Bull and Biart, que luego pasó a llamarse Bull, Biart and Bieberstein. En 1928, se postuló para ser fiscal de distrito del condado de Dane como miembro del Partido Demócrata, aunque fue derrotado por Fred Risser.
Bieberstein regresó a Wisconsin como entrenador de línea de primer año en 1928 y también se desempeñó como entrenador asistente de fútbol en 1931. En 1932, fue candidato sin éxito a la Asamblea del Estado de Wisconsin, derrotado por Francis Lamb con 8693 votos, en comparación con los 13 118 de Lamb. Al año siguiente, el gobernador de Wisconsin lo nombró miembro de la oficina estatal de personal, antes de ser nombrado examinador de la comisión de servicio público en 1934.
Hacia finales de 1934, Bieberstein fue nombrado fiscal especial y estuvo involucrado en una disputa entre Míchigan y Wisconsin sobre la frontera de los estados. Según Kenosha News, «los dos estados habían disputado la ubicación de la línea fronteriza desde el río Menominee hasta el centro de la bahía. Wisconsin buscaba una zona triangular entre la desembocadura del río y la isla Chambers, mientras que Míchigan sostenía que la línea fronteriza debía extenderse directamente al este hasta el centro de la bahía». Bieberstein defendió el caso de su estado ante la Corte Suprema de los Estados Unidos en Wisconsin v. Michigan. Finalmente, Wisconsin concedió «el área en las inmediaciones del río». Permaneció en su firma de abogados durante 22 años antes de dejarla para formar Stephens, Cannon, Bieberstein y Cooper, en 1948. Más tarde fue miembro de Bieberstein, Cooper, Bruemmer, Hanson y Tinglum.
Bieberstein era miembro de la Orden Fraternal de las Águilas y se desempeñó como presidente de la organización en Madison. Fue miembro de la junta directiva del Belleville State Bank, presidente del Madison Club y presidente del Colegio de Abogados del Condado de Dane. Bieberstein estuvo casado con Amine Bieberstein, con quien tuvo dos hijos antes de divorciarse en 1936. Se volvió a casar con Merle Klug en 1937. Murió el 31 de diciembre de 1981, en Madison, a la edad de 79 años.